# 语丝社
語絲社是中華民國一個文學社團，它於1924年建立，1930年解散，因《語絲》周刊而得名，代表人物是魯迅和周作人。

## 歷史
1924年11月17日，《語絲》周刊在北京創辦，孫伏園、周作人擔任主編，魯迅、周作人、劉半農、林語堂、錢玄同、江紹原、章衣萍為主要作者。
1927年10月，《語絲》周刊被北洋政府軍閥張作霖查封。12月，它又在上海重新開辦，魯迅、柔石、李小峰擔任主編。
1930年3月10日，《語絲》周刊停刊。

## 內容
《語絲》的文章主要是雜文、短評、隨筆，還有一些學術論文，思想內容主要是抨擊封建思想、軍閥割據和北洋政府。